# Livrarea electricității

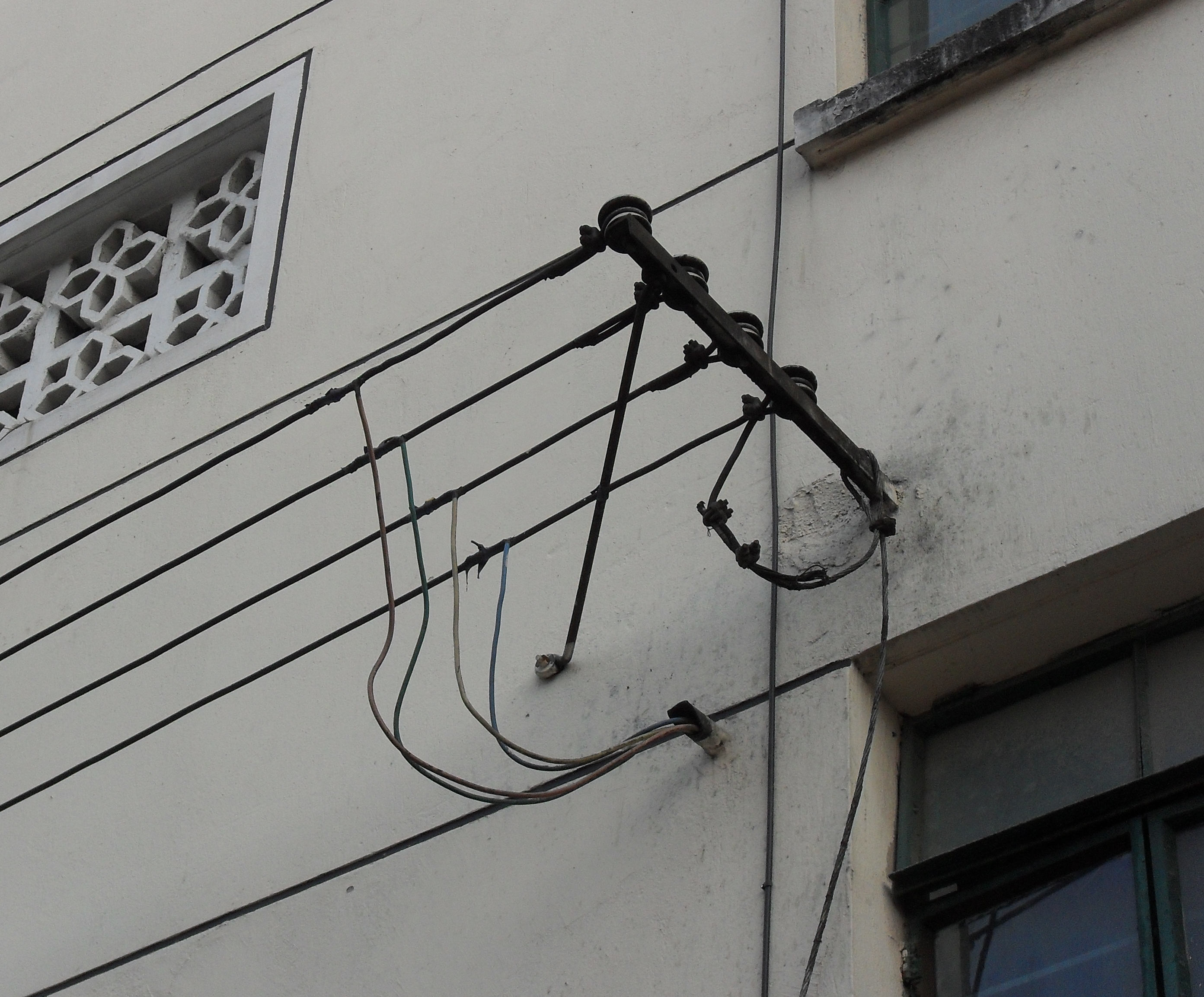
Un punct de livrare trifazic de 220-400 volți din China.

În distribuția energiei electrice, un punct de livrare este o linie electrică supraterană care pornește de la un stâlp de distribuție, și ajunge până la clădirea sau alte construcții ale clientului. Este punctul în care un distribuitor de electricitate furnizează energie către clienții săi. Conexiunea clientului la un sistem de distribuție subterană se numește de obicei "distribuție laterală". De obicei, atât liniile pentru distribuție normală cât și cele pentru distribuție laterală sunt deținute și întreținute de compania de electricitate, dar unele puncte industriale sunt instalate și deținute de client. 
Pe proprietatea clientului, liniile intră în clădire de obicei printr-o consolă de tensiune electrică care protejează împotriva intrării precipitațiilor și coboară prin tubulatură la un contor electric care măsoară și înregistrează energia folosită în scopul de a o factura, iar apoi intră în panoul electric principal. Porțiunea de sistem a companiei se termină și cea a clientului începe la bornele de ieșire ale contorului electric. Panoul electric conține o siguranță principală sau un întrerupător automat, care controlează tot curentul electric care intră în clădire la un moment dat, iar câteva siguranțe/ întrerupătoare mai mici protejează ramificările separate ale circuitului. Există întotdeauna posibilitatea de a întrerupe energia acționând un singur comutator sau un număr mic de comutatoare (de exemplu, maxim șase în SUA); când se folosesc întrerupătoare automate, acest lucru este făcut de întrerupătorul principal.

## Rezidențială

### America de Nord

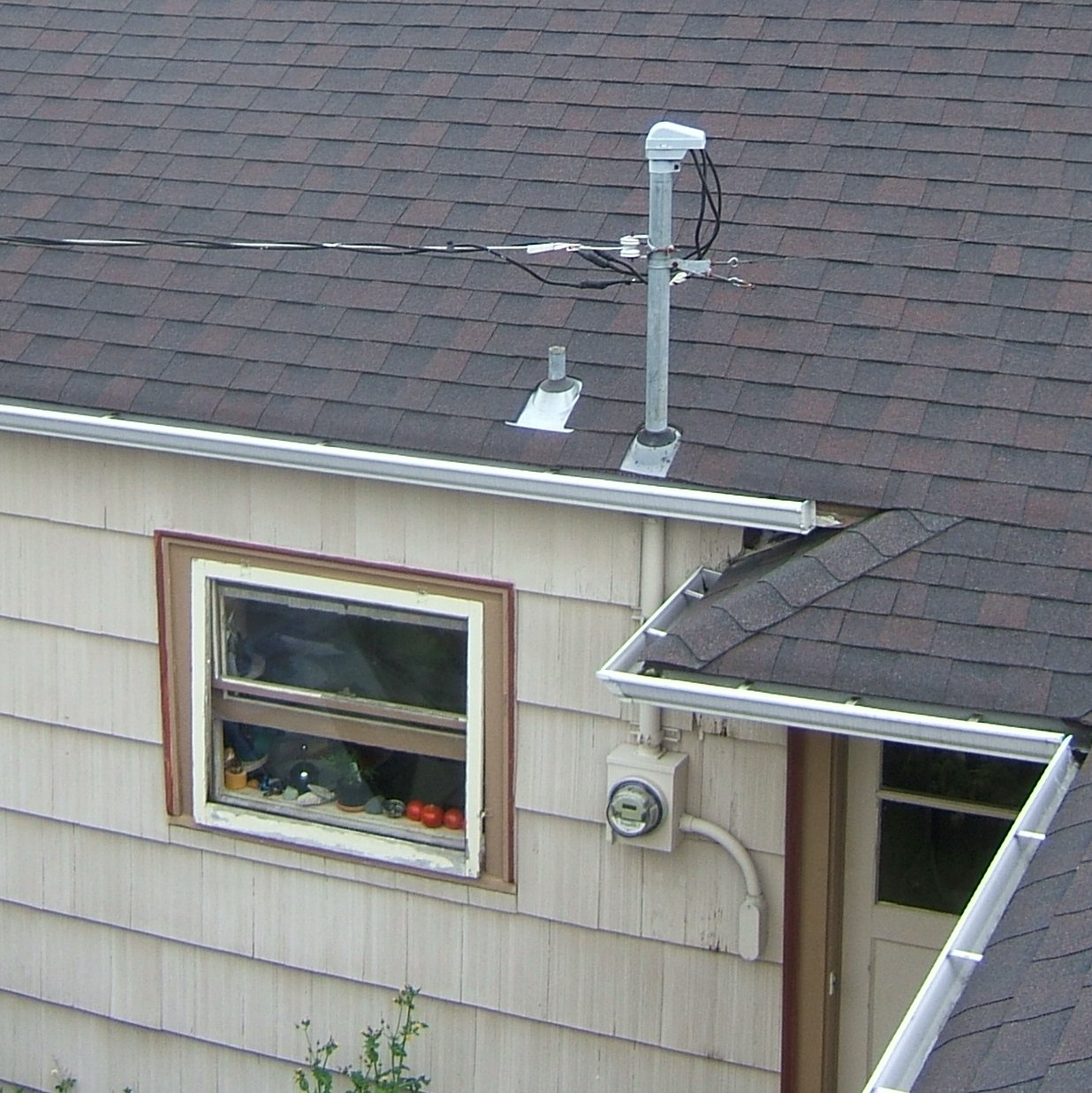
Un punct de livrare de 240/120 V cu fază decalată, furnizând energie unei locuințe din SUA. Cele trei fire de la stâlp intră printr-o consolă (sus) într-un tub vertical, care le duce la contorul electric (jos). De acolo, acestea trec prin peretele casei către panoul electric din interior.

În America de nord, sistemul cu fază decalată de 120/240 V este folosit pentru punctele de livrare rezidențiale. Un transformator de distribuție montat pe stâlp asigură de obicei energie pentru una sau două locuințe. Punctul de livrare este format din două linii de 120 volți și o linie de nul. Atunci când aceste linii sunt izolate și răsucite împreună, se numesc cabluri trifilare și pot avea un cablu mesager de sprijin la mijlocul conductorului de nul pentru a asigura rezistență când lungimea este mare. Linia de nul de la stâlp este legată la o împământare de lângă panoul electric; de cele mai multe ori o tijă conductoare îngropată în pământ. Punctul de livrare asigură clădirii două linii de 120 V lines cu faze opuse, permițând obținerea a 240 V prin conectarea unei sarcini între cei doi conductori de 120 V, iar sarcinile de 120 V sunt conectate între oricare dintre cele două linii de 120 V și linia de nul. Circuitele de 240 V sunt folosite pentru dispozitive de putere mare, precum aparate de aer condiționat, uscătoare de haine, cuptoare și boilere, iar circuitele de 120 V sunt folosite pentru sarcini mai mici precum iluminatul sau prizele pentru aparate mici.

### Europa
În numeroase țări europene și altele care folosesc sistemul european, zonele cu locuințe rezidențiale folosesc de multe ori puncte de livrare trifazice. Utilizarea energiei trifazice permite puncte de livrare mai lungi pentru a deservi mai multe locuințe, fiind mai economic datorită densității ridicate de locuințe din Europa. Punctul de livrare constă din firele celor trei faze și un fir de nul care este împământat. Fiecare fir de fază asigură cam 230 V pentru sarcinile legate între acesta și nul. Fiecare dintre firele de fază transportă curent alternativ de 50 Hz care este defazat la 120° față de celelalte două. Și alte diferite tipuri standard de tensiune au fost folosite în trecut:  220Y380, 230Y400 and 240Y415, având planificată o viitoare "armonizare" către 230Y400. În această notație, primul număr este tensiunea dintre firul de fază și cel de nul, iar al doilea număr, după "Y", este tensiunea liniei (între oricare două fire de fază).
Alte țări, precum Marea Britanie și Republica Irlanda, asigură în general o singură fază și nul către case, având fiecare a treia casă conectată la aceeași fază. În acest caz, curentul disponibil este mai mare. Se pot regăsi și distribuții monofazice în care siguranța furnizorului rezistă până la 100 A, în timp ce distribuirea trifazică pentru locuințe rezistă la curenți mai mici (în general sub 50 A) per fază.

## Comercială și industrială
Punctele de livrare comerciale și industriale pot fi mult mai mari, iar de obicei sunt trifazice. În SUA, acestea sunt de obicei 120Y/208 (trei circuite de 120 V la 120 grade între faze, cu 208V între linii), trifazate la 240 V, și trifazate la 480 V. În Canada se regăsește sistemul trifazat de 600 V, iar în multe alte țări sisteme trifazice de 380-415 V sau 690 V. În general, tensiunile mai mari sunt utilizate pentru sarcini industriale mari, iar tensiunile mai reduse pentru aplicații comerciale.
În America de Nord unde predomină transformatoarele de distribuție monofazate pentru puncte de livrare, punctele trifazate se construiesc de obicei folosind trei transformatoare monofazate, legate în configurație Y (stea). Acestea se numesc bancuri de transformare.

## Subterană
Conductorii pentru deservirea unui client pot fi îngropați, pornind de la un transformator de suprafață până la contorul clientului. 